# Novalland
Novalland, auch genannt Terra novalis, Neubruch, Neuland, Neugereuth und Rottland, bezeichnete im Mittelalter bisher noch nicht von Menschen landwirtschaftlich bebautes und benutztes Gelände, das nunmehr entweder neu erschlossen oder für die Rodung und Urbarmachung vorgesehen war. Dies war die historisch häufigste Methode der Neulandgewinnung.